# Филатов, Николай Алексеевич
Николай Алексеевич Филатов (7 [19] мая 1891, с. Пушкино, Можайский уезд, Московская губерния — 10 марта 1939) —
советский государственный и партийный деятель. В 1934—1937 годах — председатель Исполнительного комитета Московского областного Совета.

## Биография
Родился 7 [19] мая 1891 года в селе Пушкино Богородской волости Верейского уезда Московской губернии в семье крестьян Алексея Иванова и Александры Андреевой, крещён 9 [21] мая 1891. В октябре 1922 года был слушателем Курсов при Коммунистической Академии имени Я. М. Свердлова.
- 21 декабря 1913 — арестован и приговорен к административной высылки под надзор полиции в Калугу
- апрель 1914 — арестован
- июль 1914 — приговорен к административной высылки под надзор полиции в Рыбинск (Костромская губерния)
- 6 марта 1917 — амнистирован
- октябрь 1917 — август 1918 — заведующий Костромского губернского военного отдела
- 19 августа — 16 сентября 1918 — председатель Костромского губернского революционного комитета
- август 1918—1919 гг. — военком Костромской губернии
- 1919 — военком стрелкового бригады 14-й армии (Юго-Западный фронт)
- 1920 — военком Черниговской губернии Председатель Мособлисполкома Н. А. Филатов получает от М. И. Калинина орден Ленина, которым 3 января 1934 года была награждена Московская область
- Декабрь 1920 — председатель Исполнительного комитета Черниговского губернского Совета
- январь — август 1922 — председатель Исполнительного комитета Пензенского губернского Совета
- 1924 — 14 октября 1925 — ответственный секретарь Ново-Николаевского губернского комитета РКП(б)
- ноябрь 1925—1926 гг. — ответственный секретарь Ново-Николаевского окружного комитета РКП(б) — ВКП(б)
- 1926—1928 гг. — ответственный секретарь Омского окружного комитета ВКП(б)
- 1928—1929 гг. — инструктор ЦК ВКП (б)
- 5 августа 1930 — ответственный секретарь Астраханского окружного комитета ВКП(б)
- 1930—1932 гг. — ответственный секретарь Замоскворечского-Ленинского районного комитета ВКП(б) (Москва)
- Февраль 1932 — январь 1934 — председатель Московской городской контрольной комиссии ВКП(б)
- 1932 — выступил инициатором уничтожения чугунного склепа-часовни над могилой генерала П. И. Багратиона на Бородинском поле в целях выполнения плана по сдаче чугуна в металлолом, часовня была взорвана, при этом останки генерала были выброшены в поле[2]
- 10 февраля 1934 — 14 января 1938 — кандидат в члены ЦК ВКП(б)
- 17 февраля 1934 — 23 августа 1937 — председатель Исполнительного комитета Московского областного Совета
- октябрь — ноябрь 1937 — председатель исполнительного комитета Воскресенской районного Совета (Горьковская область)

2 ноября 1937 арестован по обвинению в участии в контрреволюционной террористической организации. Военной коллегией Верховного суда 8 февраля 1938 приговорён к 25 годам лишения свободы. 10 марта 1939 приговор пересмотрен, приговорён к высшей мере наказания.
14 марта 1956 посмертно реабилитирован.

## Награды
- 15 марта 1935 года — орден Ленина за выдающиеся достижения в деле руководства работой по Московской области

## Семья
9 [22] января 1911 женился на крестьянке Марии Павловне Ермаковой (ок. 1890 — ?) из сельца Нижнего Нетрубежа Нетрубежской волости Малоархангельского уезда Орловской губернии. Венчание проходило в Троицком храме в Москве.

## Репрессии и гибель
2 ноября 1937 года Филатов был арестован. Военной коллегией Верховного суда СССР был приговорен к смертной казни по обвинению в участии в контрреволюционной террористической организации. Был расстрелян 10 марта 1939 года.
20 января 1938 Постановлением пленума ЦК ВКП (б) был выведен из состава кандидатов в члены ЦК ВКП(б).
14 марта 1956 года реабилитирован по решению Военной коллегии Верховного суда СССР.